# Staroprovansalski jezik
Staroprovansalski jezik (ISO 639-3: pro; starookcitanski), povijesni jezik koji se između 10 i 15 stoljeća govorio na jugu današnje Francuske. Pripadao je okcitanskoj skuopini jezika, i predak je suvremenog okcitanskog jezika.
Među najstarije tekstove pisanim na ovom jeziku su pjesme Tomida femina, Boecis i Cançó de Santa Fe.

## Vanjske poveznice
- The Old Provençal Language  Arhivirana inačica izvorne stranice od 25. prosinca 2009. (Wayback Machine)